# Rue Dothée
La rue Dothée est une rue faisant partie du quartier administratif du Longdoz à Liège en Belgique.

## Odonymie
La rue fait référence aux frères Dothée, ayant fondé dans le quartier en 1845 l'aciérie Espérance-Longdoz.

## Description
La rue était bordée par le site de la gare de Liège-Longdoz jusqu'à sa destruction dans les années 1970. Un passage à niveau reliant la gare à la ligne 40 se trouvait à la jonction entre la rue Dothée et Natalis.

## Voies adjacentes
- Rue du Nord-Belge
- Rue Natalis
- Rue Latour
- Boulevard Raymond Poincaré